# So Emotional
Singles de Whitney Houston
Didn't We Almost Have It All
(1987) Where Do Broken Hearts Go
(1988)
Pistes de Whitney
Didn't We Almost Have It All
(4) Where You Are
(6)
So Emotional est une chanson de Whitney Houston écrite par Billy Steinberg (en) et Tom Kelly (en) pour l'album Whitney (1987).
La chanson, produite par Narada Michael Walden, est le troisième single de l'album.

## Classements
La chanson a atteint la 1re place du Billboard Hot 100.
| Classement           | Meilleure position |
| -------------------- | ------------------ |
| États-Unis (Hot 100) | 1                  |